# لوبوو
لوبوو (به آلمانی: Lübow) یک شهر در آلمان است که در نوردوست‌مکلنبورگ واقع شده‌است. لوبوو ۱٬۶۳۴ نفر جمعیت دارد.